# Epigeosfera
Epigeosfera, środowisko przyrodnicze – przestrzeń na pograniczu trzech powłok kuli ziemskiej: gazowej – atmosfery, ciekłej – hydrosfery i stałej – litosfery do takiej wysokości i głębokości do jakiej sięga gospodarcza działalność człowieka.
Ekstrema epigeosfery wyznaczają górna warstwa stratopauzy (ok. 50 km nad powierzchnią Ziemi) i najgłębsze wiercenia (Półwysep Kolski, 13,5 km).